# Улад-Хаддадж
Улад-Хаддадж (араб. أولاد هداج‎, фр. Ouled Hedadj) — коммуна на севере Алжира, на территории вилайета Бумердес, округа Будуау.

## Географическое положение
Коммуна находится в северной части вилайета, на высоте 30 метров над уровнем моря на площади 10 км2.
Коммуна расположена на расстоянии приблизительно 31 километра к востоку от столицы страны Алжира и в 18 км к западу от административного центра вилайета Бумердеса.

## Демография
По состоянию на 2008 год население составляло 30 573 человек.
Динамика численности населения коммуны по годам:
| 1977  | 1987   | 1998   | 2008   |
| ----- | ------ | ------ | ------ |
| 6 663 | 14 236 | 22 382 | 30 573 |